# Maďarsko na Zimních olympijských hrách 1980
Maďarsko na Zimních olympijských hrách v roce 1980 reprezentovala výprava 2 sportovců (1 muž a 1 žena) v 1 sportu.

## Medailisté
| Medaile | Jméno                              | Sport         | Soutěž       |
| ------- | ---------------------------------- | ------------- | ------------ |
| Stříbro | Krisztina Regöczyová András Sallay | Krasobruslení | Taneční páry |